# Peter Jilemnický

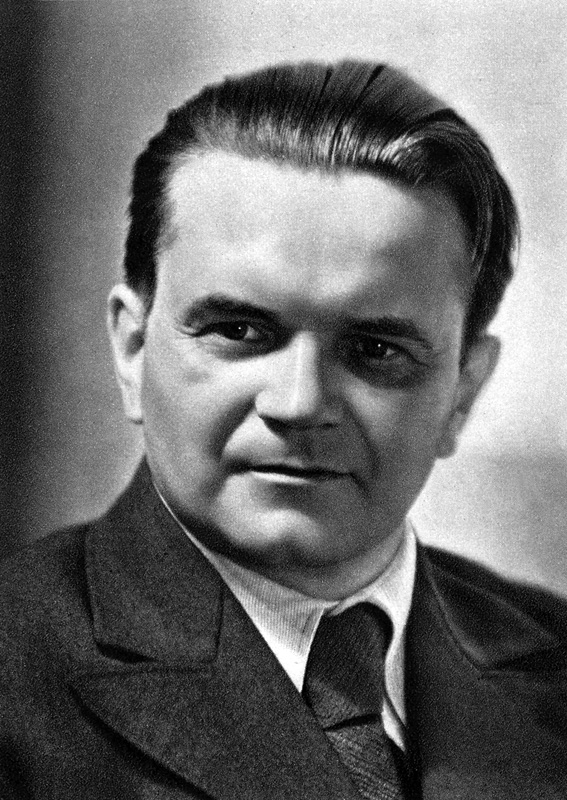
Peter Jilemnický

Peter Jilemnický (* 18. März 1901 in Letohrad; † 19. Mai 1949 in Moskau) war tschechisch-slowakischer Lehrer, Schriftsteller, Journalist und Diplomat. In seinen Romanen beschrieb er Geschichten aus der Slowakei.

## Leben und Werk
Jilemnický, Sohn eines tschechischen Lokführers, arbeitete zunächst als Volksschullehrer und trat 1922 der Kommunistischen Partei der Tschechoslowakei bei. Er lebte 1926–28 in Moskau, wo er auch Journalismus studierte. Nach seiner Rückkehr schrieb er für die Pravda und arbeitet später wieder als Lehrer. In der Zeit der deutschen Besatzung war er Teil einer illegalen kommunistischen Untergrund-Organisation, wurde 1942 verhaftet und kam erst im April 1945 wieder frei. Nach der Befreiung seines Heimatlandes war er Abgeordneter der provisorischen Nationalversammlung der Tschechoslowakei und ab 1948 Kulturattaché der tschechoslowakischen Botschaft in Moskau, wo er im Jahr darauf starb.
Jilemnickýs schrieb hauptsächlich Romane und gilt als bedeutender Vertreter des sozialistischen Realismus in der slowakischen Literatur.

## Werke
- Brachland (Pole neorané) beschreibt die Zeit der Krise in der Region Trnava.
- Ein Stück Zucker (Kus cukru) ist ein Bild des nationalen Aufstandes in der Slowakei.
- Chronik (Kronika)

### In deutscher Sprache publiziert
- Pavel Huscava geht in die Fabrik, übersetzt von Julius Mader, Leningrad: Verlagsgenossenschaft ausländischer Arbeiter in der UdSSR (1935)
- Der Wind dreht sich, Eine Chronik vom slowakischen Aufstand 1944, Aufbau Verlag Berlin (1951)
- Der Kompass in uns, Bratislava (1950)
- Brachland, Verlag Volk und Welt Berlin (1951)
- Ein Stück Zucker, Verl. Volk u. Welt (1952)

Siehe auch: Liste slowakischer Schriftsteller